# Serhiivske, Bratske
Serhiivske (în ucraineană Сергіївське) este un sat în comuna Serhiivka din raionul Bratske, regiunea Mîkolaiiv, Ucraina.

## Demografie
Componența lingvistică a localității Serhiivske
     Ucraineană (61,29%)
     Rusă (37,1%)
Conform recensământului din 2001, majoritatea populației localității Serhiivske era vorbitoare de ucraineană (61,29%), existând în minoritate și vorbitori de rusă (37,1%).